# Auto, Motor en Bromfiets Club Staphorst
De Auto- Motor en Bromfiets Club Staphorst (afgekort: AMBC) is een club in Staphorst die zich heeft toegelegd op het organiseren van evenementen met gemotoriseerde voertuigen.
De AMBC is opgericht op maandag 7 maart 1966 en heeft inmiddels ruim 1100 leden (2007).

## Trivia
- In 2006 verscheen er een boek over de club, vanwege het 40-jarig jubileum.